# Bird Without Wings
Bird Without Wings – wydany w 1997 album niemieckiego zespołu Diary of Dreams.

## Lista utworów
1. "Stimulation" – 8:41
2. "Bird Without Wings II" – 5:47
3. "Dissolution" – 7:59
4. "June" – 5:52
5. "Aphelion" – 6:17
6. "But the Wind Was Stronger" – 8:23
7. "A Sinner's Instincts" – 7:12
8. "Ex-Ile" – 5:26
9. "Legends" – 8:51
10. "Flood of Tears" – 7:14